# إمي نتكاض (آيت عامر)
إمي نتكاض هو دُوَّار يقع بجماعة تسكدلت، إقليم شتوكة آيت باها، جهة سوس ماسة في المملكة المغربية. ينتمي الدوّار لمشيخة آيت عامر التي تضم 20 دواوير. يقدر عدد سكانه بـ 107 نسمة حسب الإحصاء الرسمي للسكان والسكنى لسنة 2004.

## روابط خارجية
- البوابة الوطنية للجماعات الترابية
- المندوبية السامية للتخطيط